# احمد مستنصر
المستنصر بالله دوم (به‌عربی: أبو القاسم أحمد المستنصر بالله الثاني بن أبو النصر محمد الظاهر بأمر الله) از اولین خلفای عباسی در قاهره است که چند ماهی در سال ۱۲۶۱ حکومت داشت. با حمله مغولان آخرین خلیفه عباسی مستعصم در بغداد کشته شد و سه سال و نیم پس از آن مستنصر دوم به مصر رفت تا در آنجا با حمایت سلطان بیبرس خلافت عباسی را ادامه دهد.